# Trento
Trento (poslovenjeno in lat. Trident; nem. Trient, ladinsko Trënt) je mesto in občina v Italiji z okoli 120.000 prebivalci (2020), ki leži na severu države v dolini reke Adiže v deželi Trentinsko - Zgornje Poadižje. Je glavno mesto istoimenske pokrajine in obenem ene izmed petih italijanskih dežel Trentinsko - Zgornje Poadižje. Je sedež univerze, ustanovljene leta 1962 kot Visoki univerzitetni inštitut za družbene vede, je ena najprestižnejših srednje-majhnih italijanskih univerz, rimskokatoliške nadškofije in metropolije. Trento je tretje največje mesto v Alpah in drugo največje v zgodovinski regiji Tirolska.

## Zgodovina
Izvor tega mesta na rečni poti do Bolzana in nizkih alpskih prelazov Brenner in Reschen čez Alpe je sporen. Nekateri učenjaki trdijo, da je šlo za retijsko naselbino: na območje Adiže pa je vplivalo sosednje prebivalstvo, vključno z (jadranskimi) Veneti, Etruščani in Galci (keltsko prebivalstvo). Po drugih teorijah je slednji namesto tega ustanovil mesto v 4. stoletju pred našim štetjem.
Trento so osvojili Rimljani v 1. stoletju pred našim štetjem, po več spopadih z retijskimi plemeni. Pred Rimljani je bila Trento keltska vas. Julij Cezar jo je ponovno ustanovil kot rimsko občino, ko je Rim razširil državljanstvo na del Cisalpinske Galije severno od reke Pad. Latinsko ime naselja je bilo Tridentum, kar pomeni »mesto treh zob« ali »mesto trizoba« (tri- + dēns, dent- "zob"). Razlog za ime ni jasen: novo mesto je bilo morda posvečeno bogu Neptunu ali morda poimenovano po treh gričih, ki obdajajo mesto (v italijanščini so znani kot Doss Trento, Doss di Sant'Agata in Doss di San Rocco). Latinsko ime je vir pridevnika »tridentinski«. Na stari mestni hiši je še vedno viden latinski napis: »Montes argentum mihi dant nomenque Tridentum« (Gore mi dajo srebro in ime Trento), ki ga pripisujejo Fra' Bartolomeu da Trento (umrl leta 1251). Tridentum je postal pomembna postaja na rimski cesti, ki je vodila iz Verone v Innsbruck.
Po padcu Zahodnega rimskega cesarstva so samostojno škofijo Trento osvojili Ostrogoti, Bizantinci, Langobardi in Franki in je končno postala del Svetega rimskega cesarstva. Leta 1027 je cesar Konrad II. ustanovil tridentske škofe, ki so imeli posvetne in verske oblasti. V naslednjih stoletjih pa je bila suverenost razdeljena med tridentinsko škofijo in grofijo Tirolsko (od leta 1363 del habsburške monarhije). Okoli leta 1200 je Trento postal pomembno rudarsko središče: srebro so kopali iz Monte Calisio – Khalisperg, princ-škof Federico Wanga pa je izdal prvi rudarski zakonik v alpski regiji.
V 14. stoletju je bila regija Trento del Avstrije. Avstrijski vojvode (Habsburžani) so bili tudi tirolski grofje in so obvladovali regijo šest stoletij (do leta 1918).
Temna epizoda v zgodovini Trente je bila trentska krvna kleveta. Ko je leta 1475 na predvečer Velikega petka izginil 3-letni krščanski deček Simonino, pozneje znan kot Simon Tridentinski, je bila majhna mestna judovska skupnost obtožena, da ga je ubila in izčrpala njegovo kri za namene judovskih obredov. Osem Judov so mučili in zažgali na grmadi, njihove družine pa so bile prisiljene spreobrniti se v krščanstvo. Tridentinski škof Johannes Hinderbach je Simonina razglasil za svetnika in izdal prvo knjigo, natisnjeno v Trentu, »Zgodba o krščanskem otroku, umorjenem v Trentu«, okrašeno z 12 lesorezi. Na vladni slovesnosti v 1990-ih se je Trento opravičil judovski skupnosti za to mračno epizodo in odkril ploščo v spomin na uradno opravičilo.
V 16. stoletju je Trento postal znan po Tridentinskem koncilu (1545–1563), ki je sprožil protireformacijo. Med znamenitimi knezi-škofi tega časa sta bila Bernardo Clesio (ki je vladal mestu od 1514 do 1539 in uspel usmeriti svet v Trento) in Cristoforo Madruzzo (ki je vladal od 1539 do 1567), oba sposobna evropska politika in renesančna humanista, ki sta močno razširila in polepšala mesto.
V tem obdobju in kot izraz tega humanizma je bil Trento znan tudi kot mesto judovske tiskarne. Leta 1558 je kardinal Madruzzo nemškemu rabinu Josephu Ottolengu podelil privilegij tiskanja hebrejskih knjig. Dejanski tiskar je bil Jacob Marcaria, lokalni zdravnik; po njegovi smrti leta 1562 je dejavnost tiska v Rivi di Trento prenehala. Skupaj je bilo v obdobju od 1558 do 1562 objavljenih 34 del, večina jih je nosila grb Madruzza.
Knezoškofje so upravljali Trento do napoleonske dobe, ko se je menjaval med različnimi državami. Z reorganizacijo Svetega rimskega cesarstva leta 1802 je bila škofija sekularizirana in priključena habsburškemu ozemlju. Bratislavski mir leta 1805 je Trento prepustil Bavarski, Schönbrunnski mir štiri leta pozneje pa Napoleonovemu Italijanskemu kraljestvu.
Prebivalstvo je uprizorilo oborožen odpor proti francoski nadvladi. Vodja odpora je bil Andreas Hofer. V mladosti je živel na italijanskem Tirolskem, kjer se je naučil italijanskega jezika. Ko je Hofer Avstrijcem vrnil Trento (1809), so ga prebivalci Trente sprejeli z navdušenjem. Približno 4000 trentinskih prostovoljcev (Sìzzeri ali Schützen) je padlo v boju proti francoskim in bavarskim vojakom. Leta 1810 so Hoferja ujeli in pripeljali v Mantovo, kjer so ga ustrelili francoski vojaki po izrecnem Napoleonovem ukazu.
Z Napoleonovim porazom leta 1814 je bil Trento ponovno priključen Habsburškemu cesarstvu. Cerkvena vlada je dokončno ugasnila in Trento je odslej vodila posvetna uprava Tirolske. V naslednjih desetletjih je Trento doživel modernizacijo uprave in gospodarstva s prvo železnico v dolini Adiže, odprto leta 1859. Celotni sredozemski bazen je bil v nevarnosti malarije, dejavnika, ki je prizadel celoten italijanski polotok in tej alpski regiji ni bilo prizaneseno. Tudi Toskana je bila posebej prizadeta; malarija je obstajala daleč v notranjosti Benečije in dosegla italijanske Alpe. Od leta 1918 do 1940 vladni podatki kažejo, da se je število smrtnih primerov zaradi malarije v Italiji zmanjšalo za 96 % zaradi prizadevanj Rockefellerjeve fundacije in italijanskih strokovnjakov za malarijo, ki so bili sami mednarodni voditelji v malariologiji.
V poznem 19. stoletju sta Trento in Trst, mesti z etnično italijansko večino še vedno v lasti Avstrijcev, postala ikoni italijanskega iredentističnega gibanja. Benito Mussolini se je leta 1909 za kratek čas pridružil osebju lokalnega časopisa, vendar je Trento zapustil, ker niso mogli ustvariti protiavstrijske skupine. Bilo je nezadovoljstvo zaradi pomanjkanja pokrajinske avtonomije in neuspešne ustanovitve univerze za regijo. Občutki lojalnosti so bili osredotočeni na cesarja »očetovsko figuro«, ne na Avstrijo.
Nacionalistična stvar je popeljala Italijo v prvo svetovno vojno. Damiano Chiesa in poslanec v avstrijskem parlamentu Cesare Battisti sta bila dva znana lokalna iredentista, ki sta se pridružila italijanski vojski v boju proti Avstro-Ogrski z namenom, da bi ozemlje Trenta pripeljala v novo italijansko kraljevino. Moška sta bila ujetnika na bližnji južni fronti. Sodili so jima zaradi veleizdaje in ju usmrtili na dvorišču Castello del Buonconsiglio.
Regija je bila med vojno močno prizadeta in nekateri najhujši boji so se odvijali na okoliških gorah v najjužnejših regijah in na jugovzhodu. Od malo manj kot 400.000 prebivalcev v provinci je 55.000 mož služilo v cesarski in kraljevi vojski, od katerih jih je 11.000 umrlo. Večina jih je služila na galicijski fronti; 700 jih je služilo v italijanski vojski. Po prvi svetovni vojni je Trento in njegovo italijansko govorečo pokrajino, skupaj z Bolzanom (Bozen) in delom Tirolske, ki se je raztezala južno od alpskega razvodja (ki je bil predvsem nemško govoreča), priključila Italija.
Julija 1943 je bil Mussolini odstavljen s položaja predsednika vlade, ko so zavezniki napadli Sicilijo. Italija se je vdala zaveznikom in Nemčiji napovedala vojno. Nemške čete so nemudoma vdrle v severno Italijo in pokrajine Trento, Belluno in Južna Tirolska so postale del operativne cone Alpsko predgorje, priključene Nemčiji. Nekateri nemško govoreči so se želeli maščevati italijansko govorečim, ki so živeli na tem območju, vendar so jih večinoma preprečile okupacijske nemške čete, ki so še vedno imele Mussolinija za šefa Italijanske socialne republike in so želele ohraniti dobre odnose z Italijani. Od novembra 1944 do aprila 1945 je bil Trento bombardiran kot del tako imenovane »bitke pri Brennerju«. Vojne zaloge iz Nemčije za podporo gotske črte so bile večinoma speljane po železniški progi čez prelaz Brenner. Zavezniki so nad cilji od Verone do prelaza Brenner opravili več kot 6849 preletov, pri čemer so odvrgli 10.267 ton bomb. Deli mesta so bili prizadeti zaradi zavezniškega bombardiranja, vključno s cerkvijo S. Maria Maggiore, cerkvijo Marijinega oznanjenja in več mostov čez reko Adižo. Kljub bombnim napadom je bilo večjemu delu srednjeveškega in renesančnega mestnega jedra prizaneseno. Končno je bilo osvobojeno 3. maja 1945.
Leta 1947 je Trento postal gostitelj relija Stella Alpina.
Od 1950-ih je dežela uživala v uspešni rasti, delno zahvaljujoč posebni avtonomiji od osrednje italijanske vlade.
4. avgusta 2015 je stolp stolnice zajel požar zaradi »samovžiga«. Ura se je ustavila ob 10.50, nekaj minut po začetku požara.
Leta 2020 je bil Trento uvrščen med najbolj trajnostno mesto v Italiji po indeksu pametnih mest.

## Geografija
Območje Trento obsega mestno središče in številna predmestja z izjemno raznolikimi geografskimi in populacijskimi razmerami (od industrijskega predmestja Gardolo, severno od mesta, do majhnih gorskih zaselkov na Monte Bondone). Različna značilna predmestja še vedno ohranjajo svojo tradicionalno identiteto podeželskih ali gorskih vasi.
Trento leži v široki ledeniški dolini, znani kot dolina Adiže, južno od Dolomitov, kjer se reki Fersina in Avisio združita z reko Adižo (drugo najdaljšo reko v Italiji). Reka Adiža je ena od treh glavnih alpskih rek, ki tečejo na jug; njeno široko zakrivljeno strugo ob Trentu so zravnali leta 1850. Dolino obdajajo gore, vključno z Vigolano (2150 m), Monte Bondone (2181 m), Paganella (2124 m), Marzolo (1747 m) in Monte Calisio (1096 m). Bližnja jezera so jezero Caldonazzo, jezero Levico, Gardsko jezero in jezero Toblino.

### Frazioni
Občina Trento obsega naslednje administrativne enote (frazione):
- Povo
- Villazzano
- Gardolo
- Roncafort
- Mattarello
- Martignano
- Cognola
- Ravina
- Romagnano
- Montevaccino
- Vela
- Meano
- Sardagna
- Sopramonte
- Vigo Meano
- Gazzadina
- Candriai
- Vaneze
- Cadine
- Vigolo Baselga

### Podnebje
Občina Trento se razprostira na širokem razponu nadmorske višine, od nekaj manj kot 200 m nadmorske višine v središču mesta, do 400 m nadmorske višine v Povu in Cognoli, do 2000 m nadmorske višine v Monte Bondoneju, okrožjih na višji nadmorski višini, na primer Viote, imajo hladnejše alpsko podnebje (Dw). Urbani Trento ima vlažno subtropsko-celinsko podnebje (Cfa–Dfa) po Köppnovi podnebni klasifikaciji. Povprečne mesečne temperature se gibljejo med 1,6 °C (januar) in 23,4 °C (julij). Letna količina padavin presega 900 mm, razporejenih v povprečju 87 dni, z vrhovi pozno spomladi (maj–junij, mesečno povprečje 90 mm v 9–10 deževnih dneh) in jeseni (oktober–november: mesečno povprečje 100–110 mm v 7 –8 dni), najnižje pa pozimi (januar–februar, mesečno povprečje 30–40 mm v 3–4 deževnih dneh). Zime so hladne do ledišča, z redkimi snežnimi padavinami, vendar običajno zmrzaljo od sredine novembra do sredine marca. Pozimi najvišje dnevne temperature ne smejo preseči 5 °C, najnižje pa se lahko redko spustijo do -10 °C, vendar slednje običajno znašajo okoli -4 °C do 0 °C. Pomlad prinaša nepredvidljivo vreme z vetrom, ki piha po vsej dolini s severa na jug ali obratno. Številni pomladni dnevi so prijetni, vendar je prehod lahko zelo hiter, na primer prehod z mrzlih juter na 30 °C v dveh mesecih. V maju so možni deževni dnevi z najvišjimi dnevnimi temperaturami pod 18 °C ali sončni dnevi s temperaturo do 30 °C. Poletja so vroča, včasih soparna, z najvišjo temperaturo do 35 °C vsaj en teden na leto in bolj redko do 38 °C. Tudi poletne noči so lahko vroče, najnižje čez noč pa se gibljejo okoli 22-24 °C (v hribovitih predmestjih vzhodno, severno in zahodno od Trenta so lahko poletne noči precej hladnejše, z najnižjimi temperaturami do 6 °C nižjimi kot v mestnem središču). Zgodnja jesen je prijetna. Jesenski dnevi so lahko vlažni, sivi in temni, temperature pa hitro padajo do oktobra in novembra. Prvi sneg v predmestju lahko zapade že konec novembra, najbolj snežno obdobje v letu pa sta december in začetek januarja.

## Gospodarstvo
Mesto se v veliki meri zahvaljuje svojemu edinstvenemu gospodarstvu svojemu položaju ob glavni komunikacijski poti med Italijo in severno Evropo ter reki Adiži, ki je pred preusmeritvijo sredi 19. stoletja tekla skozi središče mesta. Reka Adiža je bila nekoč plovna reka in ena glavnih trgovskih poti v Alpah. Prvotni tok reke zdaj pokrivajo ulice Via Torre Vanga, Via Torre Verde in Via Alessandro Manzoni.
Vse do druge svetovne vojne je bil Trento odvisen od pridelave vina in svile. V povojnem obdobju vzpostavljena predelovalna industrija je bila večinoma razstavljena. Danes Trento uspeva s trgovino, storitvami, turizmom, visokokakovostnim kmetijstvom in živilsko industrijo (vključno z vinom, sadjem), kot raziskovalno in konferenčno središče zahvaljujoč majhni, a priznani univerzi in mednarodno priznanim raziskovalnim središčem, kot je dejavna Fondazione Bruno Kessler, tako v temeljnih kot aplikativnih raziskavah, Italijansko-nemški zgodovinski inštitut, Center za računalniško in sistemsko biologijo ter ECT*, aktiven v teoretičnih jedrskih študijah in del FBK ter kot logistična in transportna vpadnica.
V nekaterih okoliških območjih (Pila) še vedno izkopavajo cenjeni rožnati in beli porfir. Ta kamen je mogoče videti v številnih stavbah v Trentu, tako novih kot starih.
Mesto ima dva dolgotrajna letna športna dogodka: Giro al Sas (10 km - poklicno tekmovanje v cestnem teku) je v mestu prvič potekalo leta 1907 in traja do danes, medtem ko je Dirka po Alpah letna cestna kolesarska dirka, ki jo mesto gosti vsako leto od leta 1962.
Trentinsko - Zgornje Poadižje je ena najpremožnejših italijanskih dežel in po življenjskem standardu, kakovosti življenja ter poslovnih priložnostih se pokrajina Trento uvršča na vrh italijanskih pokrajin. Tudi mestna univerza se po različnih lestvicah uvršča okrog vrha italijanskih univerz. V samem Trentu so razvite lahka strojna, tekstilna, tiskarska, usnjarska in pohištvena industrija.

## Glavne znamenitosti
Čeprav izven utrjenih poti množičnega turizma, Trento ponuja precej zanimive spomenike. Njegova arhitektura ima edinstven občutek, z italijanskimi renesančnimi in rimskimi vplivi. Mestno središče je majhno in večina poznosrednjeveških in renesančnih stavb je bila obnovljena v prvotne pastelne barve in lesene balkone. Del srednjeveškega mestnega obzidja je še vedno viden na trgu Piazza Fiera, skupaj z okroglim stolpom. Nekoč je to obzidje obkrožalo celotno mesto in je bilo povezano s Castello del Buonconsiglio. Glavni spomeniki mesta so:
- Stolnica v Trentu (Duomo ali stolnica svetega Vigilija), romansko-gotska stolnica iz 12. do 13. stoletja, zgrajena na vrhu poznorimske bazilike (vidna v podzemni kripti).
- Piazza Duomo, ob strani stolnice, z renesančnimi stavbami s freskami in poznobaročnim Neptunovim vodnjakom (Fontana di Nettuno), zgrajenim v letih 1767–1768
- Cerkev Santa Maria Maggiore (1520), kraj pripravljalnih kongregacij tretjega tridentinskega koncila (april 1562 – december 1563). Za škofa Bernarda Clesia jo je zgradil arhitekt Antonio Medaglia v renesančno-gotskem slogu. Fasada ima opazen portal iz 16. stoletja, notranjost pa ima dela Giambettina Cignarolija in Moronija.
- Castello del Buonconsiglio, z muzejem in znamenitim Torre dell'Aquila s ciklom lepih gotskih fresk, ki prikazujejo mesece, in jih je naročil knezoškof Georg von Lichtenstein.
- Cerkev San Pietro (12. stoletje) Ima neogotsko fasado, dodano v letih 1848–1850.
- Cerkev Sant'Apollinare, postavljena v 13. stoletju ob vznožju hriba Doss Trento.
- Cerkev San Lorenzo (12. stoletje). Ima romansko apsido.
- Torre Verde (Zeleni stolp), vzdolž nekdanje tranzitne poti reke Adiže, naj bi bil kraj, kjer so bile osebe, usmrčene v imenu knezoškofa, vržene v reko.
- Palazzo delle Albere, renesančna vila ob reki Adiži, ki jo je okoli leta 1550 zgradila družina Madruzzo, zdaj gosti muzej sodobne umetnosti.
- Palazzo Pretorio, poleg stolnice, iz 12. stoletja, z zvonikom (Torre Civica) iz 13. stoletja (zdaj gosti zbirko baročnih slik verske tematike). To je bila glavna rezidenca škofov do sredine 13. stoletja.
- Palazzo Salvadori (1515).
- Palazzo Geremia (konec 15. stoletja). Ima renesančno zunanjost in gotsko notranjost.
- Palazzo Lodron, zgrajena med Tridentinskim koncilom. Notranjost ima velik cikel fresk.
- Različni podzemni ostanki ulic in vil rimskega mesta (na Via Prepositura in Piazza Cesare Battisti).

Trento ima tudi modernistično arhitekturo, vključno z železniško postajo in osrednjo pošto, oboje delo racionalističnega arhitekta Angiola Mazzonija. Zlasti železniška postaja (1934–36) velja za mejnik v arhitekturi italijanskih železnic in združuje številne sorte lokalnega kamna z najnaprednejšimi gradbenimi materiali tistega časa: steklom, armiranim betonom, kovino. Pošto je nekoč Fortunat Depero okrasil z barvnimi okni, ki pa so bila uničena med bombardiranjem v drugi svetovni vojni. Druge stavbe tistega časa so Grand Hotel (G. Lorenzi) z nekaterimi sobami za goste, opremljene s futurističnim pohištvom Depera, in Osnovno šolo "R. Sanzio", zgrajeno v letih 1931–34 in zasnovano po načrtih Adalberta Libere.

### Galerija
- MUSE, znanstveni muzej, ki ga je zasnoval Renzo Piano
- Palazzo Thun, sedež županovega urada in mestnega sveta
- Piazza Fiera, z delom nekdanjega mestnega obzidja na desni strani
- Palazzo Vescovile, sedež lokalne katoliške škofije
- Casa Cazuffi in casa Rella na osrednjem trgu Piazza Duomo
- Palazzo delle Albere, nekdanja poletna rezidenca knezoškofa
- Cerkev sv. Frančiška Ksaverija. Ulica je via Belenzani, ki povezuje cerkveno pročelje s trgom Piazza Duomo

## Mednarodne povezave

### Pobratena mesta
Trento je pobraten z:
- Charlottenburg-Wilmersdorf (Berlin), Nemčija (1966)
- San Sebastián, Španija (1987)
- Kempten, Nemčija (1987)
- Praga, Češka (2002)

Okraji Trenta so pobrateni z:
- Schwaz, Avstrija
- Fließ, Avstrija
- Ergolding, Nemčija
- Herrsching, Nemčija
- Neufahrn bei Freising, Nemčija
- Znojmo, Češka

### Partnerska mesta
- Prijedor, Bosna in Hercegovina
- Sławno, Poljska